# Jubbada Dhexe
Jubbada Dhexe er en officiel territorial enhed i det sydlige Somalia, hvor hovedbyen er Bu'ale. Jubbada Dhexe grænser op til de somaliske territoriale enheder Baay, Geedo, Jubbada Hoose, Hiiraan og Shabeellaha Hoose samt Det Indiske Ocean.
0°59′19″N 42°38′56″Ø / 0.98861°N 42.64889°Ø